# La Fille d'Albino Rodrigue
Pour plus de détails, voir Fiche technique et Distribution.
La Fille d'Albino Rodrigue est un film dramatique français réalisé par Christine Dory et sorti en 2023.

## Synopsis
Rosemay, 16 ans, vit en famille d'accueil et ne peut voir sa famille biologique seulement pendant les vacances. Un jour, son père n'est pas là pour l'accueillir comme il en est de coutume. Il est porté disparu. Rosemay demande alors des explications à sa mère, qui lui raconte des histoires farfelues pour justifier son absence. Rosemay se fie à son instinct pour le retrouver.

## Fiche technique
(Sources : Imdb et Allociné)
- Titre original : La Fille d'Albino Rodrigue
- Réalisation : Christine Dory
- Scénario : Christine Dory et Lise Machebœuf
- Musique : Reno Isaac
- Décors : Laurent Baude
- Costumes : Bethsabée Dreyfus
- Photographie : Jean-Marc Fabre
- Montage : Saskia Berthod
- Son : Romain Cadilhac
- Production : Mélanie Gérin et Paul Rozenberg
- Société de production : Zadig Films
- Société de distribution : ARP Sélection (France)
- Pays de production :  France
- Langue originale : français
- Format : couleur — 1,85:1 — son 5.1
- Genre : drame
- Durée : 90 minutes
- Date de sortie : France - 10 mai 2023

## Distribution
Sauf indication contraire ou complémentaire, les informations mentionnées dans cette section proviennent du générique de fin de l'œuvre audiovisuelle présentée ici.
- Galatéa Bellugi : Rosemay
- Émilie Dequenne : Marga, la mère
- Samir Guesmi : Samy
- Romane Bohringer : Valérie
- Matthieu Lucci : Manuel
- Elsa Hyvaert : Sosha
- Joël Clabault : José
- Jolente De Keersmaeker : Mme de Bondt, la procureure de la République
- Agathe Dronne : la femme de l'ASE
- Béatrice Michel : l'employée caisse de retraite

## Production
Le film est inspiré d'un fait divers, qui s'est déroulé à Nice et Antibes.